# Thủy thủ Sao Hải Vương
Kaiō Michiru (海王 みちる (Hải-Vương Mỹ-Trí-Lưu)), hay còn gọi là Sailor Neptune (セーラーネプチューン Sērā Nepuchūn) là một trong những nữ nhân vật chính của bộ truyện tranh Pretty Guardian SAILOR MOON (Nữ Chiến Binh Xinh Đẹp Thủy Thủ Mặt Trăng) được viết bởi nữ tác giả Naoko Takeuchi. Cô là thành viên của nhóm Chiến Binh Thủy Thủ, cô chiến đấu để bảo vệ Hệ Mặt Trời khỏi cái ác.
Michiru là thành viên thứ bảy gia nhập nhóm Chiến Binh Thủy Thủ, đồng thời cũng là nữ chiến binh thứ tám theo thứ tự xuất hiện. Cô mang trong mình quyền năng của biển và âm thanh. Với khả năng tiên đoán qua cảm nhận của nước, cô cũng với Rei là linh hồn của nhóm.
"Được bảo hộ bởi Hải Vương Tinh, hành tinh của Đại Dương. Chiến Binh của Biển Xanh Sâu Thẳm, Thủy Thủ Sao Hải Vương!"

## Thân thế

Michiru dưới nét vẽ của tác giả Naoko Takeuchi

Michiru sinh ngày 6 tháng 3, mang nhóm máu O, thuộc chòm sao Song Ngư. Cô được khắc họa theo hình mẫu của một nàng công chúa (theo lời Usagi), với mái tóc màu xanh và gương mặt xinh đẹp. Michiru xuất hiện lần đầu tại một bể bơi (được cho là tại khu chung cư nơi cô sống cùng với Haruka), chuẩn bị lái trực thăng đến đón Haruka tại trường đua xe, sau đó đã va vào Chiba Mamoru ngoài cửa tiệm game.
Michiru nhìn chung không thích giao tiếp, trừ với Haruka và cô thường không sôi nổi hay dễ kết bạn. Hầu hết mọi lúc Michiru đều lạnh lùng, tuy vậy cô cũng là một người thanh lịch, chín chắn, điềm tĩnh và biết kiềm chế sự tức giận. Đây cũng là một nhận vật có tính cách mơ hồ và khó đoán. Cô thực hiện vai trò là một chiến binh thủy thủ rất nghiêm túc. Khái niệm về sự hài hước của cô có chút khác biệt, ngoài ra, cô còn rất thích trêu chọc Haruka. Theo cuốn Materials Collection, tấm lòng của cô "vĩ đại như biển cả". Michiru không thích bị người khác lên mặt dạy bảo, vì điều đó sẽ làm cô tổn thương. Ngoài ra, cô cũng không thích dung túng người khác.
Cô là một vận động viên bơi, một họa sĩ tuyệt vời và một nghệ sĩ vĩ cầm tài năng. Cô thường biểu diễn trong các buổi hoà nhạc, có thể là độc tấu, cũng có thể là hoà tấu, chẳng hạn như cô từng tổ chức một buổi hoà nhạc với nhóm Three Lights trong Anime. Cô còn là giáo viên dạy lớp mỹ thuật và đã dạy Chibiusa trong Anime 90s.
Cô thuộc tầng lớp thượng lưu giàu có. Trong phần S (hay Infinity Arc ở Manga), cô học tại Học viện Mugen - ngôi trường dành cho những học sinh xuất sắc, ưu tú. Tuy nhiên, lúc đó cô học ở Học viện Mugen chỉ để do thám hoạt động của nó.

### Gia đình
Người thân của Michiru không được đề cập đến trong Manga hay Anime, và dường như cô chỉ sống cùng Haruka. Tuy nhiên trong Manga, cô chuyển tới sống cùng Haruka và Setsuna Meiou để nuôi dưỡng bé Hotaru sau khi cô bé được tái sinh ở cuối Infinity Arc. Và 4 người bọn họ trở thành một gia đình. Trong bản lồng tiếng Anh, cô và Haruka (Amara) là chị em họ.

### Các mối quan hệ
Michiru có quan hệ tình cảm với Haruka. Ở trong Anime, nó không được biểu thị rõ ràng, nhưng lại có rất nhiều "hint" xuất hiện giữa hai người (đặc biệt là ở phần Stars). Trong bản lồng tiếng Anh đầu tiên, Michiru (Michelle) và Haruka (Amara) được đổi thành chị em họ để tránh những tranh cãi xung quanh vấn đề đồng tính. Nhưng ở bản lồng tiếng mới, Viz đã thông báo rằng mối quan hệ giữa Michiru và Haruka sẽ được giữ nguyên.

### Nhạc kịch
Trong nhạc kịch, Michiru được đóng bởi Kahoru Sakamoto

## Biệt hiệu

### Sailor Neptune
Sailor Neptune là hình dạng thứ hai của Michiru sau khi biến đổi.

### Princess Neptune
Nhiệm vụ của cô là bảo vệ Hệ Mặt Trời khỏi những cuộc xâm lăng từ bên ngoài, cô sống trong Lâu đài Triton.

## Phụ kiện, vũ khí của Thủy thủ Sao Hải Vương

### Gương thần biển sâu

Chiếc gương của Thủy thủ Sao Hải Vương (hình ảnh trong Sailor Moon Crystal)

Gương Thần Biển Sâu (Deep Aqua Mirror) là Báu vật của Sailor Neptune. Cô ấy có thể sử dụng nó để thi triển chiêu thức Submarine Reflection, gương thần cũng có thể phản chiếu sự thật cũng như điểm yếu của kẻ thù.
Trong Manga, ngay từ đầu Arc Infinity, Michiru đã sở hữu chiếc gương này. Cô dùng nó như một vật dụng hàng ngày, cũng như nhờ vào sức mạnh của nó để hỗ trợ cho trực giác vỗn dĩ đã nhạy bén bẩm sinh của mình thêm phần chính xác trong việc phán đoán những việc có thể xảy ra trong tương lai hoặc những mối hiểm họa vẫn đang tồn tại. Khi Gương Thần Biển Sâu được tập hợp cùng với 2 Báu vật còn lại là Kiếm Thần Không Gian và Hồng Ngọc Lựu, thì có thể triệu hồi chiến binh của sự hủy diệt, Sailor Saturn.
Ở cuối Arc Infinity, Sailor Neptune đã đưa cho Sailor Chibi Moon chiếc gương này thay cho lời hứa về sự đoàn tụ giữa các Outer với Chibi Moon và những người khác sau này. Xuyên suốt Arc Dream, Chibi Moon cũng có sử dụng đến Gương Thần, thỉnh thoảng Rei cũng dùng nó để xem xét sức mạnh tâm linh của bản thân. Đến đoạn cao trào của Arc này, Chibi Moon đã dùng chú Submarine Mirror để xác định vị trí của các Outer, gửi chiếc gương về chính chủ, đồng thời cùng nó bay đến đoàn tụ với Neptune và những người khác.
Trong Anime, Gương Thần cũng có sức mạnh và nguồn gốc tương tự. Tuy nhiên, hình dáng của nó có vẻ công phu hơn, thay vì chỉ là một chiếc gương vàng đơn giản như trong manga, phần sau của chiếc gương có màu xanh biển và biểu tượng của Neptune. Ban đầu, nó cũng được niêm phong trong trái tim tinh khiết của Neptune, sau nhờ có Sailor Pluto dùng Hồng Ngọc Lựu tách ra để cứu lấy mạng sống của cô, và cả của Uranus. Cũng như trong Manga, Michiru thường dùng nó ở hình dạng người thường (sử dụng nó để hỗ trợ tốt hơn giác quan thứ sáu của cô). Một điểm khác so với manga là khi 3 Báu vật được tập hợp đủ, nó không triệu hồi Sailor Saturn, mà tạo thành Chén Thánh.
- Ghi chú khác:

– Gương Thần Biển Sâu dựa theo chiếc gương được thiết kế bởi Albert Mayer, một nhà điêu khắc / thiết kế có tầm ảnh hưởng của thế kỷ 20, làm việc cho một công ty kim khí nổi tiếng ở Đức, Württembergische Metallwarenfabrik (or WFM).
– Trong 3 Báu vật, Hồng Ngọc Lựu được thấy và sử dụng nhiều nhất, Gương Thần đứng thứ hai.
– Trong Manga, dường như Gương Thần chứa đựng được rất nhiều thông tin về Thiên Niên Kỉ Bạc, và nó đã gợi lại những kí ức đó cho Michiru, đó là lí do vì sao khi sử dụng nó, cô có thể thấy được hoàng tử Endymion là tiền kiếp của Chiba Mamoru, còn Hotaru Tomoe là tái sinh của Sailor Saturn.

### Thánh cầm đại dương

Cây vĩ cầm của Thủy thủ Sao Hải Vương (hình ảnh trong Sailor Moon Crystal)

Thánh cầm đại dương (Marine Cathedral) là cây vĩ cầm của Michiru, cô đặt tên cây vĩ cầm của mình là “Marine Cathedral” có nghĩa là “Ngôi Đền Đại Dương”. Ở Act 29 Manga, một fan hâm mộ Michiru đến xem buổi hòa nhạc cho biết, cây vĩ cầm của Michiru là một chế tác của Stradivarius – dòng họ có truyền thống sản xuất nhạc cụ rất nổi tiếng ở thế kỷ 17, 18 – và có giá khoảng 4.000.000 USD.
Là một nghệ sĩ vĩ cầm, Michiru có một tình cảm đặc biệt với cây đàn của mình,có lẽ đó là lý do mà hầu hết những hình ảnh của Michiru luôn có sự hiện diện của cây vĩ cầm quý giá. Với kỹ thuật chơi đàn điêu luyện cùng chất lượng tuyệt hảo của “cây thánh cầm đại dương”, âm nhạc của Michiru ảo diệu đến không ngờ, điều ấy khiến cô trở thành một nghệ sĩ vĩ cầm nổi tiếng. Khi không phải chiến đấu, thỉnh thoảng cô biểu diễn tại các buổi hòa nhạc.
Khi biến thân thành Thủy Thủ Sao Hải Vương, Michiru có thể sử dụng cây vĩ cầm của mình để khai triển tuyệt chiêu Submarine Violin Tide. Để khai triển tuyệt chiêu này, cô chơi một giai điệu trên vĩ cầm để triệu hồi một cơn sóng năng lượng đại dương tấn công kẻ thù.
- Chú thích thêm:

- Trong Anime 90s (tập 110, 111), Marine Cathedral còn là tên của một ngôi đền ở Tokyo, nơi mà Eudial đã lừa Haruka và Michiru đến với âm mưu đánh cắp tinh thể trái tim trong sáng của họ.
- Michiru là một nghệ sĩ vĩ cầm với kỹ thuật điêu luyện, cô có thể vừa chơi đàn vừa tung hứng những quả chanh cùng một lúc (Anime 90s, tập 84).
- Lá bùa của Rei và vĩ cầm của Michiru là những vật dụng được sử dụng bởi một chiến binh thủy thủ trong hình dạng người thường trước khi chúng trở thành vũ khí giúp chủ nhân khai triển tuyệt chiêu đặc biệt trong hình dạng chiến binh.
- Michiru chưa bao giờ tiết lộ cô đã mua cây đàn vĩ cầm của mình như thế nào hay từ lúc nào.

## Trang phục

### Anime 90s
Trong trang phục này của Sailor Neptune, màu nổi bật nhất là màu teal (xanh lá cây ánh lam) (hình tròn ở trước ngực, cổ áo, tay áo, vòng cổ, váy, giày), màu nhấn trên bộ trang phục là màu xanh dương (nơ trước ngực và nơ sau). Cô đeo một đôi khuyên tai màu trắng, găng tay chỉ dài đến cổ tay. Cổ áo cô không có sọc, vòng cổ có một viên ngọc màu teal với 4 điểm sáng màu vàng xung quanh nó. Giày của cô là một đôi cao gót màu teal với những dây đai cùng màu đan chéo nhau ở xung quanh mắt cá chân (giống như giày ballet).
Sau khi được nâng cấp lên bậc "Super", vòng cổ của cô được đính thêm một ngôi sao vàng, cổ áo của cô xuất hiện thêm một sọc trắng. Trâm cài nơ trước biến đổi từ hình tròn thành hình trái tim, nơ sau của cô được kéo dài hơn. Cô có thêm một miếng đệm vai mờ ở dưới. Chiều dài găng tay của cô vẫn được giữ nguyên.

### Manga
Trang phục của Sailor Neptune trong manga cũng không khác nhiều lắm so với anime 90s. Điểm khác là bông tai của cô là hình tròn, màu vàng và một cái vòng cùng màu đính trên nó. Viên ngọc trên vòng cổ là màu vàng với những điểm nhấn xung quanh cùng màu. Khi lên cấp Super, ngôi sao trên vòng cổ của cô có thêm một viên đá màu teal.
Khi lên cấp Eternal, vòng cổ của cô màu teal, có hình chữ V và có ngôi sao màu vàng đính ở trên, trâm cài ở ngực thì có hình một ngôi sao màu teal. Miếng đệm vai của cô phồng lên, có màu teal nhạt, đính hai mảnh vải màu teal ở bên dưới. Găng tay của cô dài đến tận cánh tay cô. Trong Artbook, cô có dây đeo hình chữ V màu teal, đính ngôi sao ở tay, nhưng chúng không xuất hiện trong Manga. Thắt lưng gồm hai dải ruy băng, một màu teal và một màu teal nhạt hơn, mỏng và dài. Tại nơi giao nhau của hai dải ruy băng đính một ngôi sao năm cánh màu vàng. Nơ sau của cô có màu teal. Váy của cô có hai lớp: Màu teal đậm bên trên và màu teal nhạt bên dưới. Bốt của cô cao tới gần đầu gối, màu trắng, có viền là hình chữ V màu teal, đính một ngôi sao màu vàng. Vương miện của cô đính một ngôi sao năm cánh màu teal, hoa tai của cô là một ngôi sao có cùng màu.

### Princess Neptune
Cô mặc váy đầm hai dây màu teal với dây chuyền và băng cổ cùng màu, trên trán có ký hiệu Sao Hải Vương.

## Chiêu thức và Sức mạnh
Michiru ở hữu một trong ba Talisman là Gương thần biển sâu (The Deep Aqua Mirror), bên cạnh Kiếm không gian (The Space Sword) của Haruka và Trượng hồng ngọc (The Garnet Rod) của Setsuna.

### Anime
- Biến đổi

- Neptune Planet Power, Make Up! (Năng Lượng Hành Tinh Hải Vương, Biến Thân!) - Michiru sử dụng bút biến thân để biến thành Sailor Neptune (Thủy Thủ Sao Hải Vương)
- Chiêu thức

- Deep Submerge (Đại Dương Nhấn Chìm). Cô tạo ra một quả cầu từ 2 dòng sóng biển hướng đến kẻ thù
- Submarine Reflection (Mặt Gương Phản Chiếu). Sao Hải Vương dùng Gương thần biển sâu theo 2 cách: 1. Tạo ra ảo ảnh làm yếu đi vũ khí kẻ thù (SuperS movie), hai là dùng gương tạo ra dòng nước, ánh sáng tấn công đối thủ

### Manga
- Biến đổi

- Neptune Planet Power, Make Up! (Năng Lượng Hành Tinh Hải Vương, Biến Thân!) - Michiru hô khẩu hiệu biến thành Sailor Neptune (Thủy Thủ Sao Hải Vương)
- Neptune Crystal Power, Make Up! (Năng Lượng Pha Lê Hải Vương, Biến Thân!) - Michiru dùng Neptune Crystal (pha lê Hải Vương) biến thành Super Sailor Neptune (Siêu Thủy Thủ Sao Hải Vương)
- Chiêu thức

- Deep Submerge (Đại Dương Nhấn Chìm) - Neptune tạo ra quả cầu nước tấn công kẻ thù
- Submarine Reflection (Mặt Gương Phản Chiếu) - Neptune dùng Deep Aqua Mirror (Gương thần biển sâu) tấn công kẻ thù
- Submarine Violon Tide
Neptune dùng đàn Violon tạo ra nước, sóng âm tấn công kẻ thù.
- Galactica Violon Tide
Tương tự trên nhưng là khi cô bị Galaxia điều khiển tấn công Sailor Moon

### Video Games
- Chiêu thức

- Sea Serpent Strangle.
- Tidal Wave.
- Dolphin Wave.
- Dragon Rise.

## Thông tin bên lề
- Khi Megumi Ogata, diễn viên lồng tiếng cho Haruka, hỏi Kunihiko Ikuhara làm thế nào để cô có thể mô tả được quan hệ của Haruka và Michiru, cô được nói rằng hãy diễn như một cặp đã kết hôn.
- Michiru có thể vừa chơi đàn violin vừa tung hứng một quả chanh.
- Michiru và Haruka dường như có một chiếc trực thăng và tự lái nó. Trong manga, Michiru có một chiếc trực thăng tên là Kaioumaru (海王丸; Hải vương).
- Theo Materials Collection, hình tượng của Michiru dựa theo Takarazuka Revue.
- Michiru dường như có khả năng ngoại cảm vượt ra ngoài trực giác. Cô không chỉ được đánh thức như một Sailor Senshi, cô còn được ban cho khả năng tiên đoán những cuộc tấn công của Daimon, cảm nhận được sự hiện diện của nữ hoàng Nehellenia, và nói được khi nào nữ hoàng Nehellenia sử dụng ảo giác vào cô và Sailor Mars. Bùa hộ mệnh của cô, Deep Aqua Mirror, đã giúp nâng cao hoặc ít nhất là giúp đỡ cô với khả năng này.
- Vào năm 1998, Irwin ra mắt dòng búp bê Senshi of the Outer Solar System trước khi Sailor Moon S được công chiếu ở Bắc Mĩ. Trong hộp của búp bê Sailor Neptune, cô được đặt tên là "Nerissa".